# Мухамедьяр
Мухаммедьяр Махмуд Хаджи улы (тат. Мөхәммәдьяр Мәхмүт Хаҗи углы, род. в 1496 (или 1497) — 1549) — татарский поэт, религиозный мыслитель и философ первой половины XVI века.
Его поэмы «Дар мужей» (1539-40) и «Свет сердец» (1542) были заметной вехой в развитии татарской литературы. Mухаммедьяр проповедовал сочувствие и любовь к простому народу, требовал справедливости от правителей. Продолжая восточную поэтическую традицию нравоучительной притчи, поэт широко использовал приёмы татарской устной поэзии.

## Биография
Биография Мухаммедьяра содержит как точно подтверждённые, так и легендарные факты.

Поэт был из семьи потомственных богословов. Проживал и создавал свои произведения в столице Казанского ханства при хане Сафа-Гирее. В последние годы жизни Мухаммедьяр был муджавером(смотрителем) усыпальницы хана Мухаммад-Амина. 
 
В 1549 году царица Сююмбике направляет Мухаммедьяра в качестве дипломатического представителя в Москву. Дальнейшая судьба его загадочна. Известно письмо правителя Ногайской Орды бия Юсуфа от 28 июля 1549 года русскому царю с просьбой разыскать и вернуть переводчика Мухаммедьяра. В своём ответе от 8 августа 1549 года царь Иван Грозный сообщает, что "Магмедъ Яра толмача Казанского убили наши люди въ Муроме.

## Творчество
В исследовательский оборот советской науки творчество Мухаммедьяра впервые вводит профессор И.Н. Березин. В библиотеке «Азиатского музея» среди рукописей он обнаружил текст «Төхфәи мэрдан» и даёт ему подробное описание. Отрывки из поэмы вошли во II том составленной Березиным «Турецкой хрестоматии», который однако не был издан.
В XX веке интерес к творчеству Мухаммедьяра проявляет татарский учёный Наки Исанбет, опубликовавший в 1941 году статью о поэте. Мухаммедьяру было уделено место в вышедшей в 1956 году «Антологии татарской поэзии».
Рукописи «Нуры содур» были обнаружены в рукописном фонде Ленинградского восточного института (шифр хранения В 390 и В 4417). Один из вариантов содержит биографические сведения о поэте. В 1962 году при археографической экспедиции под руководством доцента КГУ Нила Юзеева в Пермскую область была обнаружена новая копия текста поэмы «Төхфәи-мәрдан».
Помимо двух поэм, известно также произведение Мухаммедьяра  нравоучительного характера «Насихат», вошедшее в «Татарскую хрестоматию» М. Иванова.
Ш.Ш.Абилов, который многие годы своей жизни посвятил изучению, текстовой обработке и изданию произведений старотатарской литературы, неоднократно издавал поэмы Мухаммедьяра, относительно языковых норм произведений пишет, что Мухаммедьяр писал на письменном литературном языке периода формирования народности казанских татар и что «язык поэта — это литературный язык казанских татар первой половины XVI в.
Его произведения оказали влияние на многих татарских поэтов.

## Сочинения
Төхфәи мәрдән. Нуры содур. Поэмалар. [Ш. Абиловның кереш мәкаләсе белән], Казан, 1966.